# Me'shell N'Degeocello
Me'Shell N'degéOcello (född 29 augusti 1969 i Berlin) är en amerikansk basist, sångerska och låtskrivare. Hon föddes med namnet Michelle Lynn Johnson.
N'degeocello fick som tonåring sin musikaliska skolning bland annat genom Go go-scenen i Washington, D.C. där hon ofta deltog i de maratonjam som var typiska för genren,
1993 släppte hon sin första soloplatta på Madonnas skivbolag Maverick Records.

## Diskografi
Studioalbum

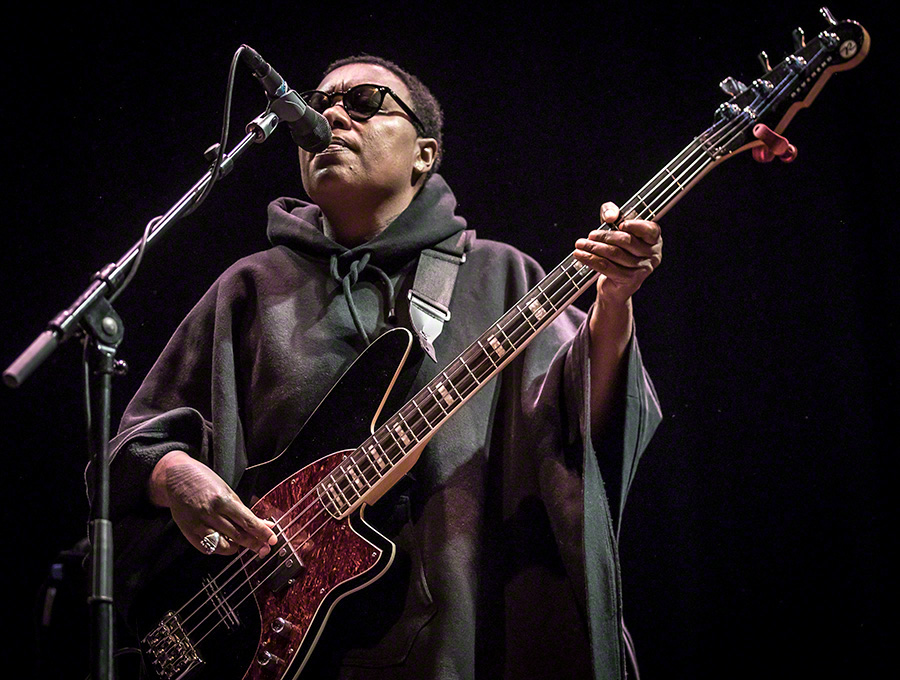
Ndegeocello på scenen i Oslo 2016.

- Plantation Lullabies (Maverick, 1993)
- Peace Beyond Passion (Maverick, 1996)
- Bitter (Maverick, 1999)
- Cookie: The Anthropological Mixtape (Maverick, 2002)
- Comfort Woman (Maverick, 2003)
- The Spirit Music Jamia: Dance of the Infidel, (Shanachie 2005)
- The World Has Made Me the Man of My Dreams (EmArcy 2007)
- Devil's Halo (Downtown 2009)
- Weather (Naïve 2011)
- Pour une Âme Souveraine: A Dedication to Nina Simone (Naïve 2012)
- Comet, Come to Me (Naïve 2014)
- Ventriloquism (Naïve 2018)

EP
- The Article 3 (EmArcy 2006)

Singlar
- "Dred Loc" (Maverick 1993)
- "If That's Your Boyfriend (He Wasn't Last Night)" (Maverick 1993)
- "Outside Your Door" (Maverick 1993)
- "Call Me" (Maverick 1993)
- "Wild Night" (med John Mellencamp) (Maverick 1994)
- "Who Is He And What Is He To You" (Maverick 1996)
- "Leviticus: Faggot" (Maverick 1996)
- "Stay" (Maverick 1997)
- "Grace" (Maverick 1999)
- "Extra Bitter" (Maverick 1999)
- "Pocketbook" (med Missy Elliott, Tweet och Redman) (Maverick 2002)
- "Earth" (Maverick 2002)
- "Lovely Lovely" (2007)